# جاك قاو
جاك قاو (بالإنجليزية: Jack Kao)‏ (و. 1958 – م) هو ممثل، وممثل أفلام، من تايوان.

## وصلات خارجية
- جاك قاو على موقع IMDb (الإنجليزية)
- جاك قاو على موقع ألو سيني (الفرنسية)
- جاك قاو على موقع أول موفي (الإنجليزية)
- جاك قاو على موقع قاعدة بيانات الأفلام السويدية (السويدية)
- جاك قاو على موقع قاعدة بيانات الفيلم (الإنجليزية)
- جاك قاو على موقع كينوبويسك (الروسية)